# Новаки (1941)

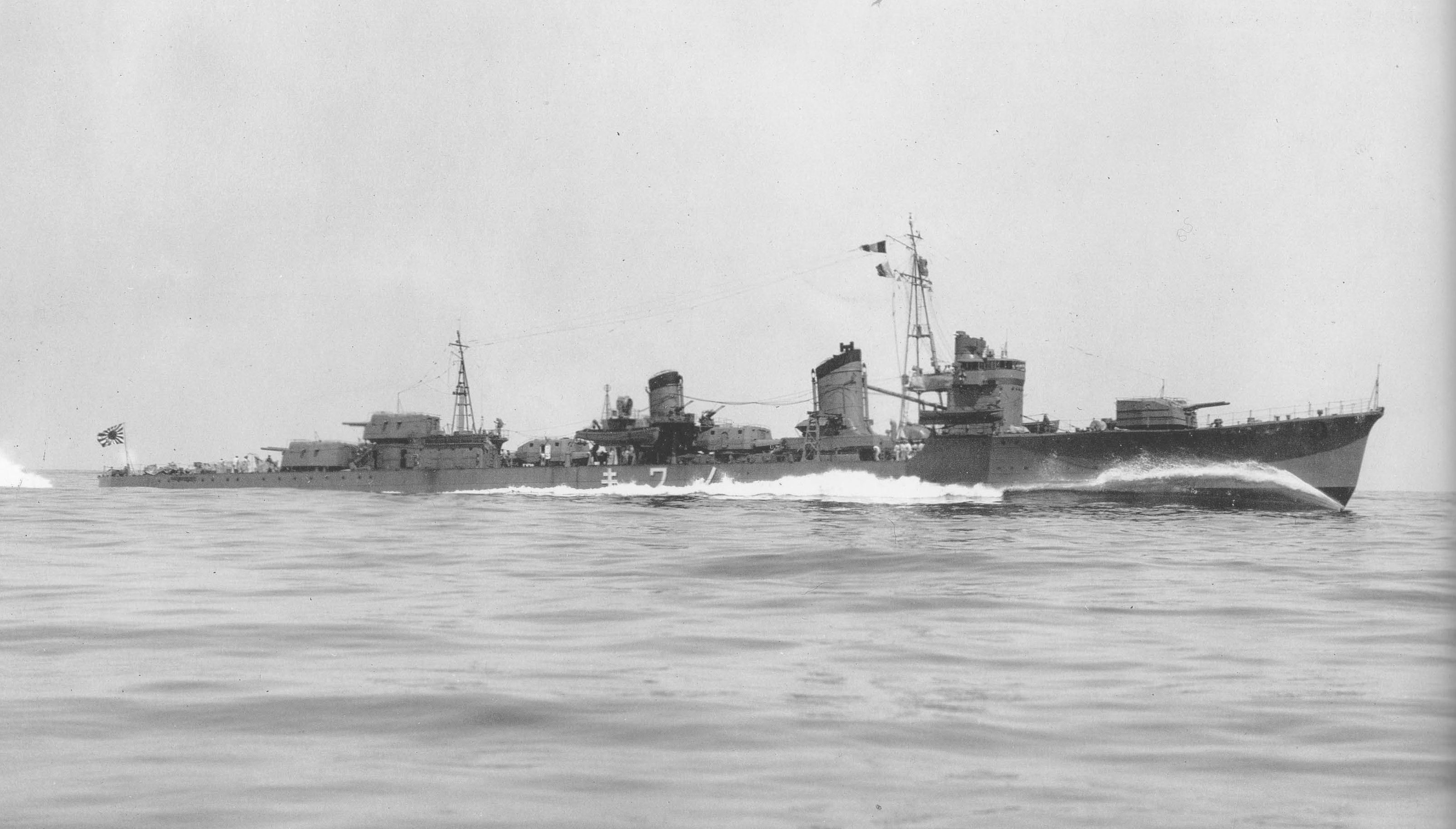

Новаки — японский эсминец типа «Кагэро». Название в переводе с японского означает «Сильный осенний ветер».
Заложен в 1939 году на Верфи Maizuru КK. Спущен 17 сентября 1940 года, вошёл в строй 28 апреля 1941 года.
1-4 марта 1942 г. оперировал в Яванском море совместно с крейсерами «Майа», «Атаго», «Такао» и эсминцем «Араси».
Участвовал в Мидуэйской операции (совместно с «Араси», «Хагикадзэ» и «Майкадзэ» добил торпедами повреждённый «Akagi». Участвовал в боях за Трук и Филиппины (залив Лейте, 1944 год). 26 ноября 1944 года потоплен американскими крейсерами и эсминцами в проливе Сан-Бернардино в точке 13°00′ с. ш. 124°54′ в. д..